# Armitage Trail
Armitage Trail, mit richtigem Namen Maurice Coons (* 1902; † 10. Oktober 1930 in Los Angeles) war ein US-amerikanischer Schriftsteller und Drehbuchautor.
Trail begann im Alter von 16 Jahren, Detektivgeschichten für verschiedene Magazine zu schreiben. Sein bekanntestes Werk ist der Roman Scarface, der mehrfach verfilmt wurde.
Trail starb 1930 an einem Herzanfall im Paramount Theatre in Los Angeles.